# Джейрън Ланиър
Джейрън Ланиър (на английски: Jaron Zepel Lanier) е учен в областта на визуализацията на данните и биометрични технологии, както и е автор на термина виртуална реалност.
Футуролог, популяризатор на науката, композитор, философ и предприемач. Енциклопедия Британика го включва в списъка на 300-те най-големи изобретатели в историята на човечеството. Ланиър композира класическа музика и колекционира редки музикални инструменти като някои духови и струнни инструменти от Азия. Заедно с българския композитор и пианист Марио Григоров композират саундтрака към документалния филм „Третата вълна“ (на английски: The Third Wave). През 2010 г. е номиниран от списание „Тайм“ за един от 100-те най-влиятелни хора (на английски: TIME 100 list). През октомври 2014 г. е отличен с Наградата за мир на немските книгоразпространители

## Биография
Роден е на 3 май 1960 г. в Ню Йорк, САЩ, в еврейско семейство на емигранти от Европа. Майка му Лили емигрира на 15 години, след като оцелява в концентрационен лагер. Баща му Елери е син на украински евреи, избягали от погромите. Той работи в Ню Йорк като архитект, художник, писател, учител и радиомодератор, тя като пианистка, художничка и танцьорка. Те се преименуват от Zepel на Ланиър след раждането на Джейрън, за да го предпазят от антисемитизъм. Майка му загива при автомобилна катастрофа, когато той е на 9 години. На 13 години, без да е завършил средното си образование, започва да слуша лекции в Университета на Ню Мексико. Тук се среща с Марвин Мински и Клайд Томбо.

### Творчество
В началото на 80-те години работи в научната лаборатория на Атари, където разработва музикалната космическа игра „Лунен прах“, както и ръкавицата за подпомагане на виртуалната реалност (Data Glove) – ръкавица, с помощта на която може да се приемат предмети от виртуалното пространство. През 1992 г. започва да композира професионално музика и да разработва музикални инструменти. Той се изявява на сцената заедно с артисти като Филип Глас, Орнет Колман, Тери Райли и Йоко Оно.

## Философски и технически идеи
Джейрън Ланиър се счита за баща на понятието виртуална реалност, въпреки че първото споменаване на това е в романа от 1982 г. на Дамиен Бродерик: Judas Mandala. Но Ланиер демонстрира сравнително рано техническите възможности за да се направи. Работи известно време за изследване на техническите възможности на интернета, представляващ един краткосрочен университетски проект. Той развива идеята за аватарите, виртуалната камера за телевизията и 3D графиката за киното.
В същото време Ланиър е известен с критиките си за определени аспекти на редица съвременни технологии. Той критикува някои аспекти на изкуствения интелект и нюансирани варианти на елементи от Трансхуманизма. Ланиър критикува прекомерното според него надценяване на колективния интелект. Според него той може да се използва при предвиждане за изборни резултати, цени на пазара, но едва ли за представяне на знания. Според него проекти като Уикипедия са плод на този колективен интелект и затова изразяват само средностатистическото мнение на анонимна маса. Той счита, че представянето на знанията изисква проявата на личната компетентност и отговорност. Той самият обяснява своето отношение към колективния интелект с историята на своите предци, които стават жертва на определени идеи, намерили почва в масите, като например националсоциализма. През 2010 г. критикува концепцията за отворен код, като една от формите на дигиталния маоизъм.
|  | Тази страница частично или изцяло представлява превод на страницата Jaron Lanier в Уикипедия на английски. Оригиналният текст, както и този превод, са защитени от Лиценза „Криейтив Комънс – Признание – Споделяне на споделеното“, а за съдържание, създадено преди юни 2009 година – от Лиценза за свободна документация на ГНУ. Прегледайте историята на редакциите на оригиналната страница, както и на преводната страница, за да видите списъка на съавторите. ВАЖНО: Този шаблон се отнася единствено до авторските права върху съдържанието на статията. Добавянето му не отменя изискването да се посочват конкретни източници на твърденията, които да бъдат благонадеждни. |